# Wet bestuurdersaansprakelijkheid in geval van faillissement
Als een ondernemer in Nederland bijna failliet is en toch nog verplichtingen aangaat die hij waarschijnlijk niet kan nakomen, dan kan de ondernemer onbehoorlijk bestuur verweten worden. In zo'n geval kan hij in privé aansprakelijk worden gesteld op grond van de Wet bestuurdersaansprakelijkheid in geval van faillissement (WBF). De bestuurder moet niet tegen beter weten in toch nog proberen de onderneming in leven te houden. 
Aansprakelijkheid op grond van de WBF houdt in dat in geval van een faillissement van de vennootschap de bestuurder aansprakelijk is, indien het bestuur (één of meer van de bestuurders) zijn taak kennelijk onbehoorlijk heeft vervuld en aannemelijk is dat dit een belangrijke oorzaak van het faillissement is. In beginsel is er een hoofdelijke aansprakelijkheid voor het volledige liquidatietekort, maar de rechter heeft een ruim matigingsrecht. De aansprakelijkheid bestaat slechts voor onbehoorlijke taakvervulling in de periode van drie jaren voorafgaande aan de faillietverklaring. 
Enkele voorbeelden die tot aansprakelijkheid kunnen leiden op grond van de WBF:
- wanbeleid
- het niet voeren van een behoorlijke boekhouding
- het niet voldoen aan de verplichting tot tijdige deponering van de jaarrekening
- het aangaan van verplichtingen namens de vennootschap wanneer vaststaat dat die verplichtingen niet meer door de vennootschap kunnen worden nagekomen
- het onttrekken van zaken aan de vennootschap in het zicht van een faillissement
- het leeghalen van de vennootschap en het overhevelen van activa naar een andere vennootschap die buiten het faillissement valt